# Georges Desportes
Pour les articles homonymes, voir Desportes.
Georges Desportes, né le 26 janvier 1921 à Ducos en Martinique et mort le 5 août 2016 à Fort-de-France, est un romancier, poète et essayiste français. Il a également écrit des critiques littéraires et des pièces de théâtre. Il fut responsable des programmes à RFO, adjoint du Directeur Artistique et également collaborateur de la revue culturelle Les Cahiers du Patrimoine.
Il a été président de l'Institut Aimé Césaire des arts et des lettres des Amériques et de l'Afrique. Ami d'Aimé Césaire, il a croisé sur sa route Léopold Sédar Senghor, Léon-Gontran Damas ou encore André Breton.

## Ses œuvres
- 1956 - Les Marches souveraines
- 1961 - Sous l'œil fixe du soleil
- 1973 - Cette île qui est la nôtre
- 2005 - Le Patrimoine martiniquais, souvenirs et réflexions
- 2008 - La paraphilosophie d'Edouard Glissant
- 2013 - Aimé Césaire, grandeur nature